# Scopula obsoleta
Scopula obsoleta är en fjärilsart som beskrevs av Edward P. Wiltshire 1977. Scopula obsoleta ingår i släktet Scopula och familjen mätare. Inga underarter finns listade.